# 이태준 (1883년)
이태준(李泰俊, 1883년 11월 21일 ~ 1921년 2월 10일)은 대한제국 의사 출신이며, 몽골 탐험가 겸 대한제국 독립운동가였다.
일제 강점기 조선 시대 당시 몽골에서 활동했던 이태준은 뛰어난 의술로 당시 몽골에 아직 만연했던 매독을 퇴치하는 것에 기여하였다. 그 소식을 들은 몽골 군주 복드 칸이 이태준 선생을 자신의 어의로 임명했다고 한다. 울란바토르 광장에는 이태준을 기리는 기념공원이 있다.
자(字)는 원일(元一)이고, 호는 대암(大岩)이다.

## 생애 및 일생과 주요 경력
1883년 11월 21일 경남 함안 출생. 1911년 6월 21일에 세브란스의학교에서 의학사 학위를 받았다. 재학 시절 안창호의 권유로 인하여 비밀청년단체인 청년학우회(靑年學友會)에 가담하였다. 세브란스 의학교를 나온 후 국권 상실로 인해 청나라 장쑤 성 난징으로 망명하였다가, 1914년 김규식의 권유로 인하여 중화민국 장쑤 성 난징을 떠나 몽골로 가게 된다. 몽골인 대다수가 감염되었던 화류병(花柳病)을 치료하면서 몽골인들로부터 신처럼 추앙받는다.
1919년 7월 몽골 군주(Bogd Khan)로부터 제1급 관리등급의 국가훈장‘에르데니-인 오치르’(금강석이란 뜻)를 수여받았다. 그런 가운데 러시아와 중국을 잇는 독립자금 운송에 가담하며, 조국의 독립을 위해 일했으나, 불행히도 1921년 2월초 몽골을 침범하여 폭압정치를 실시한 러시아 백위파 대장 미친 남작(Mad baron)이란 별명으로도 잘 알려진 로만 스테른 부대에게 죽임을 당한다. 향년 39세의 아까운 삶이었다.
생전 그는 의사로 몽골 수도 울란바토르에서 병원을 개업하고 있던 중, 1918년 9월 우사 김규식이 프랑스 파리 강화회의 참석에 필요한 여비를 마련키 위해 몽골로 잠시 오자 그에게 독립운동 관련 자금 2천원을 제공하여 활동을 도왔다.
대한민국 정부에서는 고인의 공훈을 기리고자 1980년 8월 15일을 기하여 대한민국 대통령 표창장을, 1990년 3월 1일을 기하여 대한민국 건국훈장 애족장을 각각 추서하였다.